# Golden Raspberry Awards 2011
De Golden Raspberry Awards 2011 uitreiking vond plaats op 1 april 2012 in Hollywood, ter ere van de slechtste prestaties op het gebied van film in 2011. De nominaties werden op 25 februari 2012 bekendgemaakt. Het is de 32ste editie van dit evenement.
In deze editie is er een nieuw record gevestigd: Adam Sandler "won" in alle categorieën.

## Genomineerden en winnaars
| Winnaar* |

| Categorie                            | Nominaties |
| ------------------------------------ | --- |
| Slechtste Film                       | Jack and Jill (Columbia)                                                                                          |
| Slechtste Film                       | Bucky Larson: Born to Be a Star (Columbia)                                                                        |
| Slechtste Film                       | New Year's Eve (Warner Bros./New Line Cinema)                                                                     |
| Slechtste Film                       | The Twilight Saga: Breaking Dawn Part 1 (Summit Entertainment)                                                    |
| Slechtste Film                       | Transformers: Dark of the Moon (Paramount Pictures)                                                               |
| Slechtste Acteur                     | Adam Sandler in Jack and Jill in de rol van Jack.                                                                 |
| Slechtste Acteur                     | Nick Swardson in Bucky Larson: Born to Be a Star                                                                  |
| Slechtste Acteur                     | Nicolas Cage in Drive Angry, Season of the Witch en Trespass                                                      |
| Slechtste Acteur                     | Russell Brand in Arthur                                                                                           |
| Slechtste Acteur                     | Taylor Lautner in Abduction en The Twilight Saga: Breaking Dawn Part 1                                            |
| Slechtste Actrice                    | Adam Sandler in Jack and Jill als Jill                                                                            |
| Slechtste Actrice                    | Kristen Stewart in The Twilight Saga: Breaking Dawn Part 1                                                        |
| Slechtste Actrice                    | Martin Lawrence in Big Mommas: Like Father, Like Son als Big Momma                                                |
| Slechtste Actrice                    | Sarah Jessica Parker in I Don't Know How She Does It en New Year's Eve                                            |
| Slechtste Actrice                    | Sarah Palin in The Undefeated                                                                                     |
| Slechtste Mannelijke Bijrol          | Al Pacino in Jack and Jill                                                                                        |
| Slechtste Mannelijke Bijrol          | James Franco in Your Highness                                                                                     |
| Slechtste Mannelijke Bijrol          | Ken Jeong in Big Mommas: Like Father, Like Son, The Hangover Part II, Transformers: Dark of the Moon en Zookeeper |
| Slechtste Mannelijke Bijrol          | Nick Swardson in Jack and Jill en Just Go with It                                                                 |
| Slechtste Mannelijke Bijrol          | Patrick Dempsey in Transformers: Dark of the Moon                                                                 |
| Slechtste Vrouwelijke Bijrol         | David Spade in Jack and Jill als Monica'                                                                          |
| Slechtste Vrouwelijke Bijrol         | Brandon T. Jackson in Big Mommas: Like Father, Like Son                                                           |
| Slechtste Vrouwelijke Bijrol         | Katie Holmes in Jack and Jill                                                                                     |
| Slechtste Vrouwelijke Bijrol         | Nicole Kidman in Just Go with It                                                                                  |
| Slechtste Vrouwelijke Bijrol         | Rosie Huntington-Whiteley in Transformers: Dark of the Moon                                                       |
| Slechtste Acteurduo                  | Adam Sandler met zichzelf in Jack and Jill                                                                        |
| Slechtste Acteurduo                  | Adam Sandler met Al Pacino in Jack and Jill                                                                       |
| Slechtste Acteurduo                  | Adam Sandler met Jennifer Aniston of met Brooklyn Decker in Just Go with It                                       |
| Slechtste Acteurduo                  | Adam Sandler met Katie Holmes in Jack and Jill                                                                    |
| Slechtste Acteurduo                  | Kristen Stewart met Taylor Lautner of met Robert Pattinson in The Twilight Saga: Breaking Dawn Part 1             |
| Slechtste Acteurduo                  | Nicolas Cage met eender welke andere acteur/actrice uit Drive Angry, Season of the Witch of Trespass              |
| Slechtste Acteurduo                  | Shia LaBeouf en Rosie Huntington-Whiteley Transformers: Dark of the Moon                                          |
| Slechtste Remake, Rip-off of Vervolg | Jack and Jill: remake/rip-off van Glen or Glenda                                                                  |
| Slechtste Remake, Rip-off of Vervolg | Bucky Larson: Born to Be a Star: Rip-off van A Star Is Born                                                       |
| Slechtste Remake, Rip-off of Vervolg | The Hangover Part II                                                                                              |
| Slechtste Remake, Rip-off of Vervolg | The Twilight Saga: Breaking Dawn Part 1                                                                           |
| Slechtste Regisseur                  | Dennis Dugan voor Jack and Jill en Just Go with It                                                                |
| Slechtste Regisseur                  | Bill Condon voor The Last Airbender                                                                               |
| Slechtste Regisseur                  | Garry Marshall voor New Year's Eve                                                                                |
| Slechtste Regisseur                  | Michael Bay voor Transformers: Dark of the Moon                                                                   |
| Slechtste Regisseur                  | Tom Brady voor The Twilight Saga: Breaking Dawn Part 1                                                            |
| Slechtste Scenario                   | Jack and Jill: Adam Sandler, Ben Zook, Steve Koren en Robert Smigel                                               |
| Slechtste Scenario                   | Bucky Larson: Born to Be a Star: Adam Sandler, Allen Covert and Nick Swardson                                     |
| Slechtste Scenario                   | New Year's Eve: Katherine Fugate                                                                                  |
| Slechtste Scenario                   | The Twilight Saga: Breaking Dawn Part 1: Melissa Rosenberg                                                        |
| Slechtste Scenario                   | Transformers: Dark of the Moon: Ehren Kruger                                                                      |
| Slechtste Acteursploeg               | Jack and Jill |
| Slechtste Acteursploeg               | Bucky Larson: Born to Be a Star                                                                                   |
| Slechtste Acteursploeg               | New Year's Eve |
| Slechtste Acteursploeg               | Transformers: Dark of the Moon                                                                                    |